# Dyskografia Katie Meluy
Dyskografia brytyjskiej piosenkarki Katie Meluy obejmuje siedem albumów studyjnych, trzy albumy koncertowe, jedną kompilację i 26 singli.

## Albumy

### Albumy studyjne
| 2003                                      | Call Off the Search - Data: 3 listopada 2003 - Wydawca: Dramatico | 161 | 6  | 22 | 2  | 41 | – | –  | 29 | 1 | 19 | - GBR: 6× platynowa płyta                           |
| 2005                                      | Piece by Piece - Data: 26 września 2005 - Wydawca: Dramatico      | 108 | 1  | 6  | 1  | 9  | 5 | 23 | 3  | 1 | 1  | - GBR: 4× platynowa płyta - POL: 2× platynowa płyta |
| 2007                                      | Pictures - Data: 1 października 2007 - Wydawca: Dramatico         | –   | 1  | 9  | 2  | 4  | 6 | 20 | 1  | 2 | 4  | - GBR: platynowa płyta                              |
| 2010                                      | The House - Data: 24 maja 2010 - Wydawca: Dramatico               | –   | 3  | 10 | 3  | 5  | 3 | 15 | 1  | 4 | 1  | - POL: platynowa płyta - GBR: srebrna płyta         |
| 2012                                      | Secret Symphony - Data: 5 marca 2012 - Wydawca: Dramatico         | –   | 6  | 22 | 6  | 7  | 3 | 6  | 2  | 8 | 1  | - POL: platynowa płyta                              |
| 2013                                      | Ketevan - Data: 16 września 2013 - Wydawca: Dramatico             | –   | 5  | 38 | 12 | 9  | 6 | 41 | 6  | 6 | 6  |                                                     |
| 2016                                      | In Winter - Data: 14 października 2016 - Wydawca: BMG             | –   | 17 | –  | –  | 29 | – | –  | –  | 9 | 13 |                                                     |
| „–” oznacza, że pozycja nie była notowana |                                                                   |     |    |    |    |    |   |    |    |   |    |                                                     |

### Albumy kompilacyjne
| Rok                                       | Tytuł                                                                              | Pozycja na liście | Pozycja na liście | Pozycja na liście | Pozycja na liście | Pozycja na liście | Pozycja na liście | Certyfikat         |
| Rok                                       | Tytuł                                                                              | NLD               | SWE               | NOR               | AUT               | FIN               | CHE               | Certyfikat         |
| ----------------------------------------- | ---------------------------------------------------------------------------------- | ----------------- | ----------------- | ----------------- | ----------------- | ----------------- | ----------------- | ------------------ |
| 2008                                      | The Katie Melua Collection - Data: 27 października 2008 - Wydawca: Dramatico       | 3                 | 25                | 12                | 29                | 40                | 5                 | - GBR: złota płyta |
| 2012                                      | B-Sides: The Tracks That Got Away - Data: 3 grudnia 2012 - Wydawca: Dramatico      | –                 | –                 | –                 | –                 | –                 | –                 |                    |
| 2018                                      | Ultimate Collection - Data: 5 października 2018 - Wydawca: Bertelsmann Music Group | –                 | –                 | –                 | –                 | –                 | –                 |                    |
| „–” oznacza, że pozycja nie była notowana |                                                                                    |                   |                   |                   |                   |                   |                   |                    |

### Albumy koncertowe
| Rok  | Tytuł                                                          | Pozycja na liście | Pozycja na liście | Pozycja na liście | Pozycja na liście |
| Rok  | Tytuł                                                          | NLD               | FRA               | CHE               | GBR               |
| ---- | -------------------------------------------------------------- | ----------------- | ----------------- | ----------------- | ----------------- |
| 2009 | Live at the O2 Arena - Data: 18 maja 2009 - Wydawca: Dramatico | 52                | 52                | 14                | 111               |

## Single
| 2003                                      | „The Closest Thing to Crazy”          | 10 | 41 | –  | 15 | –  | Call off the Search        |
| 2004                                      | „Call off the Search”                 | 19 | –  | –  | –  | –  | Call off the Search        |
| 2004                                      | „Crawling Up a Hill”                  | 41 | 88 | –  | –  | –  | Call off the Search        |
| 2005                                      | „Nine Million Bicycles”               | 5  | 2  | 43 | 10 | 1  | Piece by Piece             |
| 2006                                      | „I Cried for You”/ „Just Like Heaven” | 35 | 32 | –  | –  | 3  | Piece by Piece             |
| 2006                                      | „Spider’s Web”                        | 52 | 50 | 54 | –  | 1  | Piece by Piece             |
| 2006                                      | „It’s Only Pain”                      | 41 | 39 | –  | 15 | 1  | Piece by Piece             |
| 2006                                      | „Shy Boy”                             | –  | 29 | –  | –  | 1  | Piece by Piece             |
| 2007                                      | „If You Were a Sailboat”              | 23 | 10 | 12 | 5  | 1  | Pictures                   |
| 2007                                      | „Mary Pickford”                       | –  | –  | –  | –  | 34 | Pictures                   |
| 2007                                      | „What a Wonderful World”              | 1  | –  | –  | –  | –  | The Katie Melua Collection |
| 2008                                      | „If the Lights Go Out”                | 96 | 58 | –  | –  | 36 | Pictures                   |
| 2008                                      | „Ghost Town”                          | –  | –  | –  | –  | 1  | Pictures                   |
| 2008                                      | „Two Bare Feet”                       | –  | –  | –  | –  | 1  | The Katie Melua Collection |
| 2010                                      | „The Flood”                           | 35 | 79 | 19 | 20 | 1  | The House                  |
| 2010                                      | „A Happy Place”                       | –  | –  | –  | –  | 1  | The House                  |
| 2010                                      | „To Kill You with a Kiss”             | –  | –  | –  | –  | 1  | The House                  |
| 2011                                      | „Gold in Them Hills”                  | –  | –  | –  | –  | –  | Secret Symphony            |
| 2012                                      | „The Bit That I Don’t Get”            | –  | –  | –  | –  | –  | Secret Symphony            |
| 2012                                      | „Better Than a Dream”                 | –  | –  | –  | –  | 33 | Secret Symphony            |
| 2012                                      | „Moonshine”                           | –  | –  | –  | –  | 31 | Secret Symphony            |
| 2012                                      | „The Walls of the World”              | –  | –  | –  | –  | 44 | Secret Symphony            |
| 2012                                      | „Forgetting All My Troubles”          | –  | –  | –  | –  | –  | Secret Symphony            |
| 2013                                      | „I Will Be There”                     | –  | –  | –  | –  | 27 | Ketevan                    |
| 2013                                      | „The Love I’m Frightened of”          | –  | –  | –  | –  | –  | Ketevan                    |
| 2016                                      | „Dreams on Fire”                      | –  | –  | –  | –  | 31 | In Winter                  |
| „–” oznacza, że pozycja nie była notowana |                                       |    |    |    |    |    |                            |